# Bazaruto
Bazaruto (port. Ilha do Bazaruto) – wyspa w Mozambiku, położona w Kanale Mozambickim na Oceanie Indyjskim, około 24 km od miasta Inhassoro i 209 km na południowy wschód od Beiry. Jest największą wyspą Archipelagu Bazaruto, zajmuje powierzchnię 103,4 km2. Wyspa ma 35 km długości i 7 km szerokości. Przed wojną domową, która wybuchła po uzyskaniu niepodległości przez Mozambik w 1975 roku, Bazaruto było jednym z najważniejszych ośrodków wędkarskich w Afryce. Obecnie mieszkańcy wyspy nadal zajmują się rybołówstwem na potrzeby lokalne. Populacja wyspy wynosi według najnowszych szacunków około 2 300 osób.